# Belgaum Cantonment
Belgaum Cantonment é uma cidade no distrito de Belgaum, no estado indiano de Karnataka.

## Demografia
Segundo o censo de 2001, Belgaum Cantonment tinha uma população de 23 678 habitantes. Os indivíduos do sexo masculino constituem 59% da população e os do sexo feminino 41%. Belgaum Cantonment tem uma taxa de literacia de 79%, superior à média nacional de 59,5%; com 63% para o sexo masculino e 37% para o sexo feminino. 10% da população está abaixo dos 6 anos de idade.